# Rolf Röpke (Fußballspieler)
Rolf Röpke (* 12. September 1936) war Fußballspieler beim SC Aufbau Magdeburg, für den er in der DDR-Oberliga spielte, der höchsten ostdeutschen Fußballklasse.

## Sportliche Karriere
Die BSG Motor Mitte, Anfang der 1950er Jahre Magdeburgs führende Fußballmannschaft, hatte in der Saison 1954/55 mit Platz zwei nur knapp den Aufstieg in die Oberliga verpasst. Daraufhin war der bisherige Trainer Johannes Manthey abgelöst und durch Heinz Joerk ersetzt worden. Joerk wollte mit jungen Spielern einen Neuanfang beginnen und baute im Sommer 1955 unter anderem den achtzehnjährigen Rolf Röpke in die Mannschaft ein. Doch erst unter Trainer Fritz Wittenbecher und als SC Aufbau gelang den Magdeburgern 1959 der Aufstieg in die Erstklassigkeit. Zu dieser Zeit gehörte Röpke als Abwehrspieler bereits zum Stammaufgebot der Mannschaft.
In der ersten Oberliga-Saison 1960 bestritt er alle 26 Punktspiele, dies wiederholte er noch einmal 1962/63. Seine Standardposition war Außenverteidiger, meist auf der rechten Seite. Erst in seinen letzten Oberligajahren wurde er auch im Mittelfeld eingesetzt. Nachdem Röpke bereits in der Spielzeit 1963/64 nur noch sieben Oberligaspiele bestritten hatte, absolvierte er 1964/65 seine letzte Erstligasaison. Am 29. November 1964 stand er zum letzten Mal in der Begegnung Motor Zwickau – SC Aufbau (1:0) in einem Oberligaspiel, diesmal als rechter Läufer, in den Reihen des SC Aufbau Magdeburg. Innerhalb von fünf Jahren spielte Röpke 90 Mal in der DDR-Oberliga, als standardmäßiger Verteidiger gelang ihm in dieser Zeit ein Tor.

## Oberligabilanz
| 1960:    | 26 von 26 Punktspielen |
| 1961/62: | 26 von 39              |
| 1962/63: | 26 von 26              |
| 1963/64: | 07 von 26              |
| 1964/65: | 05 von 26              |